# Ahmarià
L'ahmarià és una cultura del Paleolític superior que es va desenvolupar al llevant mediterrani vers el 46.000-42.000 BP. Se l'ha relacionat amb la cultura emirana, també llevantina, i les cultures aurinyacianes europees primerenques.
La paraula "ahmarià" prové del jaciment arqueològic d'Erq al-Ahmar (també escrit Erk el Ahmar), d'Israel. Erq al-Ahmar és un abric situat al desert de Judea, al nord de la falla que forma la Mar Morta, que va explorar i excavar pel prehistoriador francès René Neuville el 1951. La categoria "ahmarià" no va ser generalment reconeguda com a cultura arqueològica fins a la dècada de 1980; anteriorment se la coneixia com a "Fase II del Paleolític Superior" o "Fase B de Ksar Akil".

## Període ahmarià
Els períodes de les cultures ahmariana i emirana, ambdues del llevant mediterrani, es troben entre els primers períodes del Paleolític superior corresponents a les primeres etapes de l'expansió de l'Homo sapiens fora d'Àfrica. En aquestes etapes els primers humans moderns van emigrar a Europa i hi van desenvolupar les cultures del Paleolític superior europeu, incloent-hi l'aurinyaciana. D'aquests primers Homo sapiens europeus se'ls ha conegut amb el nom de Cromanyons.

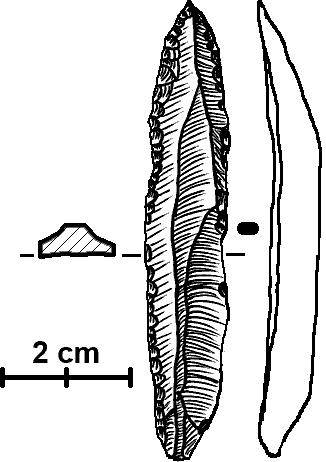
Punta de la cova d'Al-Wad (Israel), amb la tipologia ahmariana.

La cultura bohuniciana europea, vinculada probablement a l'emirà i a l'ahmarià, pot ser lleugerament anterior a l'ahmariana, amb una cronologia de 48.000 BP. L'ahmarià se'l considera una cultura coetània de les cultures aurinyacianes i gravetianes europees, totes emergents abans de l'antelià, contemporani amb les cultures solutrianes i magdalenianes de l'Europa occidental.
El coneixement tècnic de la cultura ahmariana, juntament amb el d'altres indústries lítiques, es considera la probable font de la ràpida expansió humana per tot el món. La tecnologia ahmariana, de talla de fulles de ganivet i bladelets (un tipus de fulla petita característica de l'Europa paleolítica superior), se la relaciona amb les eines utilitzades pels caçadors-recol·lectors del sud-oest d'Àsia.
A l'ahmarià tardà se l'anomena Masraqan.

## Tecnologia
Les fulles ahmarianes solen tenir forma corbada. La tècnica levallois encara s'utilitza, tot i que molt poc, cosa que fa de l'ahmarià el primer període del Paleolític superior complet.
Es poden trobar restes ahmarianes a tot el Pròxim Orient, incloent-hi Síria, el Líban, Israel i Jordània. La indústria de Lagaman al Sinaí es pot considerar com a derivada de la cultura ahmariana.
L'aurinyacià llevantí (35,000 – 29,000 BP), desenvolupat en aquesta zona, és un tipus de tecnologia de fulla molt similar a l'aurinyacià europeu, que segueix cronològicament a l'emirà i al primer ahmarià, i està estretament relacionat amb ells.